# Ombalahivelo Rasanjy
Ombalahivelo Rasanjy (ur. 1851, zm. 1918) – madagaskarski polityk.

## Działalność polityczna
W okresie od października 1896 do lutego 1897 był premierem Królestwa Madagaskaru.